# Chuy García
Jesús G. "Chuy" García (ur. 12 kwietnia 1956 w Durango, Meksyk) – amerykański polityk, członek Partii Demokratycznej.

## Działalność polityczna
Od 3 stycznia 2019 jest przedstawicielem 4. okręgu wyborczego w stanie Illinois w Izbie Reprezentantów Stanów Zjednoczonych.